# Température critique
La température critique d’une substance, sans autre précision, est sa température maximale en phase liquide, quelle que soit la pression, c'est-à-dire la température de son point critique. [réf. nécessaire] 
De manière plus générale, ce peut être la température à laquelle survient n'importe quelle transition de phase. [réf. nécessaire] 

## Exemple
- L'eau : on a mesuré dans l'ISS, en micropesanteur et en orbite, grâce à l'instrument DECLIC (Dispositif d'Étude de la Croissance et des Liquides Critiques) de manière plus précise la température critique de l'eau : 373,995 °C, sous 220 atmosphères[1].

## Usages
On espère ainsi pouvoir un jour brûler « à froid » des déchets organiques dans l'espace par oxydation supercritique (aux environs de 500 °C, et en ne produisant que du gaz carbonique et de la vapeur d'eau).